# Atlantic Southeast Airlines
Atlantic Southeast Airlines — регіональний авіаперевізник Сполучених Штатів Америки, разом з авіакомпанією SkyWest Airlines входить в авіаційний холдинг SkyWest, Inc.
Штаб-квартира авіакомпанії знаходиться в місті Коледж-Парк (Джорджія), головні хаби — Міжнародний аеропорт Цинциннаті/Північний Кентуккі і Міжнародний аеропорт Хартсфілд-Джексон Атланта. Atlantic Southeast Airlines (ASA) працює під брендом Delta Connection і виконує понад 900 щоденних рейсів в 144 аеропорту Сполучених Штатів Америки, Канади, Мексики та Карибських островів. До недавнього часу ASA експлуатувала в ролі своїх головних хабів Міжнародний аеропорт Даллас/Форт-Уерт, Міжнародний аеропорт Орландо, Міжнародний аеропорт Солт-Лейк-Сіті і Міжнародний аеропорт Лос-Анджелеса, причому в Лос-Анджелесі в грудні 2006 року був створений пілотний центр авіакомпанії, закритий у червні 2007 року після зміни акцентів перевезень Delta Air Lines на регіональну авіакомпанію ExpressJet.

## Історія
Авіакомпанія Atlantic Southeast Airlines (ASA) була заснована 12 березня 1979 року в Атланті, штат Джорджія. Регулярні пасажирські перевезення почалися 27 червня 1979 року на літаку De Havilland Canada DHC-6 Twin Otter між містами Атланта і Колумбус (Джорджія). Спочатку ASA використовувала позивний «Candler» за прізвищем колишнього мера Атланти і засновника корпорації Coca-Cola Ази Кендлера, первісного власника інфраструктури Міжнародного аеропорту Хартсфілд-Джексон в Атланті. З 1979 року ідентифікатор ІКАО авіакомпанії послідовно змінювався з ASE на CAA, ACY і на використовуваний в даний час код ASQ.
Акціонування компанії відбулося в 1982 році, коли були вичерпані її основні капіталовкладення. 1 квітня 1983 ASA придбала авіакомпанію Southeastern Airlines, а рік потому в числі перших регіональних перевізників приєдналася до програми Delta Connection авіакомпанії Delta Air Lines. У січні 1987 року ASA була названа «Регіональної авіакомпанією року» за версією журналу Air Transport World.
Реактивні польоти на пасажирських лініях ASA почалися в 1995 році з введенням в експлуатацію BAe 146. Через два роки повітряний флот поповнився літаками Bombardier CRJ, що встали на рейси з Міжнародного аеропорту Хартсфілд-Джексон в Атланті, а в 2000 році авіакомпанія відкрила ще один хаб в Міжнародному аеропорту Даллас/Форт-Уерт.
8 вересня 1998 року ASA була удостоєна премії за найкращий менеджмент серед компаній авіаційної і космічної індустрії, який щорічно присуджується «Тижневиком авіації та космічних технологій» (англ. Aviation Week & Space Technology).
22 березня 1999 року авіакомпанія Delta Air Lines збільшує свою частку у володінні акціями Atlantic Southeast Airlines з 28 % до 100 % і з 11 травня того ж року рейси ASA виконуються у складі маршрутної мережі Дельти. У 2000 році авіакомпанія відкриває новий маршрут з Атланти в Торонто (Канада).
У 2002 році в рамках розширення рейсів за програмою перевезень Delta Connection авіакомпанія отримує перший CRJ-700, розрахований на 70 пасажирських місць. Попередні 50-місні CRJ-200 знаходяться в експлуатації більше трьох років і до цього часу не забезпечують збільшений за останні роки пасажирський трафік регіональних ліній. У цьому ж році ASA відкриває свій хаб в Міжнародному аеропорту Цинциннаті/Північний Кентуккі (Огайо).

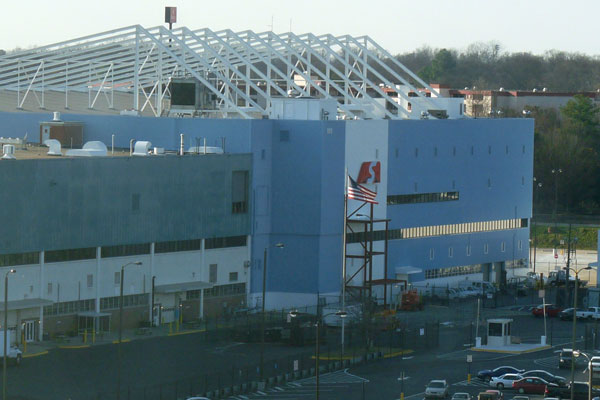
Штаб квартира Atlantic Southeast Airlines в Міжнародному аеропорту Хартсфілд-Джексон Атланта

15 серпня 2005 року Delta Air Lines оголосила про укладення угоди з продажу Atlantic Southeast Airlines холдингової групи Skywest, Inc., а 8 вересня 2005 року холдинг підтвердив факт завершення угоди на суму 425 мільйонів доларів США готівкою. У той же день був підписаний договір про партнерські відносини між авіакомпаніями та договір на використання бренду Delta Connection. Незабаром після завершення операції холдинг ухвалив рішення про закриття транзитного вузла ASA в Міжнародному аеропорту Солт-Лейк-Сіті і передачі 12 літаків CRJ-700 у авіакомпанії SkyWest Airlines, з яких реально було передано лише 4 лайнера. Також, в SkyWest Airlines надійшло 5 нових літаків CRJ-700 і 12 нових CRJ-900, замовлених раніше для ASA.
20 грудня 2006 року Skywest Inc. оголосила про передачу в ASA восьми літаків CRJ-700 з авіакомпанії Comair для подальшої їх експлуатації в хабі Міжнародного аеропорту Цинциннаті/Північний Кентуккі з січня 2007 року. Рішення було ухвалене холдингом після відповідної пропозиції авіакомпанії Delta Air Lines, метою якого було зниження вартості квитків на рейси ASA під брендом Delta Connection. 30 грудня 2008 року Дельта оголосила про виділення авіакомпанії ASA десяти нових літаків CRJ-900 до квітня 2009 року. Два лайнери будуть передані з авіакомпанії Pinnacle Airlines, решта вісім надійдуть з заводу. У рамках модернізації флоту 20 літаків CRJ-200 будуть виведені з роботи під брендом Delta Connection до червня 2010 року.
Згідно зі звітом Міністерства транспорту США за 2006 рік ASA зайняла останнє місце в списку 19 авіаперевізників країни за кількістю втраченого багажу пасажирів. У 2007 році цей показник був дещо покращено, проте авіакомпанія знову посіла останнє місце з найгіршим показником за кількістю втрачених і відправлених не туди багажних місць пасажирів. Слід зазначити, що Atlantic Southeast Airlines безпосередньо не відповідає за подібні інциденти, оскільки обробкою пасажирського багажу займаються служби авіакомпанії Delta Air Lines.
Після більш ніж п'яти років важких переговорів керівництва авіакомпанії з Асоціацією лінійних пілотів США в кінці вересня 2007 року нарешті був підписаний новий колективний договір з 1800 пілотами компанії, а в серпні 2008 року — новий колдоговір з бортпровідниками ASA.

## Флот
Станом на травень 2009 року флот Atlantic Southeast Airlines складався з наступних авіалайнерів:
З 2 грудня 2008 повітряний флот ASA складається тільки з реактивних лайнерів, станом на травень 2009 року середній вік літаків склав 6,8 років.

## Виведені з експлуатації
Літаки Embraer Brasilia були виведені з експлуатації в 2003 році. Частина літаків була реалізована в інші авіакомпанії, решта знаходиться на консервації в Хот-Спрінгс, штат Арканзас. Нижче перераховані типи лайнерів, що експлуатувалися в авіакомпанії в різний час:
- ATR 72-210 — 19 одиниць
- British Aerospace 146-200 — 6 одиниць
- de Havilland Canada DHC-6 Twin Otter
- de Havilland Canada Dash 7 — 6 одиниць
- Embraer EMB 110 Bandeirante
- Embraer EMB 120ER Brasilia — 3 одиниці
- Embraer EMB 120RT Brasilia — 12 одиниць
- Shorts 360

## Інциденти та нещасні випадки
- 5 квітня 1991 року, рейс 2311 Embraer EMB 120 Brasilia, реєстраційний номер N270AS. При заході на посадку в аеропорту Брансвіка (Джорджія) літак раптово ліг на ліве крило і впав на землю. Причиною катастрофи стала відмова системи управління пропелером лівого двигуна. Загинули 23 людини на борту, в тому числі колишній сенатор США Джон Тауер і астронавт Сонні Картер[8].
- 21 серпня 1995 року, рейс 529 Атланта (Джорджія) — Галфпорт (Міссісіпі), Embraer EMB 120 Brasilia, реєстраційний N256AS. Після вильоту з Міжнародного аеропорту Атланти і проходження висоти FL180 лівого двигуна відокремився пропелер. При спробі здійснити екстрену посадку в Атланті літак впав на дерева і загорівся. З 29 осіб на борту загинули 9, ще один чоловік помер через чотири місяці від отриманих травм. Причиною катастрофи стала втомна тріщина в металі[9].